# Louisa (Kentucky)
Louisa és una població dels Estats Units a l'estat de Kentucky. Segons el cens del 2000 tenia 2.018 habitants.

## Demografia
Segons el cens del 2000, Louisa tenia 2.018 habitants, 927 habitatges, i 548 famílies. La densitat de població era de 577,2 habitants/km².
Dels 927 habitatges en un 26,5% hi vivien nens de menys de 18 anys, en un 41,3% hi vivien parelles casades, en un 15,2% dones solteres, i en un 40,8% no eren unitats familiars. En el 38,1% dels habitatges hi vivien persones soles el 18,4% de les quals corresponia a persones de 65 anys o més que vivien soles. El nombre mitjà de persones vivint en cada habitatge era de 2,16 i el nombre mitjà de persones que vivien en cada família era de 2,84.
Per edats la població es repartia de la següent manera: un 22,1% tenia menys de 18 anys, un 10% entre 18 i 24, un 25,9% entre 25 i 44, un 23,9% de 45 a 60 i un 18,1% 65 anys o més.
L'edat mediana era de 39 anys. Per cada 100 dones de 18 o més anys hi havia 74,1 homes.
La renda mediana per habitatge era de 16.690 $ i la renda mediana per família de 24.474 $. Els homes tenien una renda mediana de 30.000 $ mentre que les dones 21.250 $. La renda per capita de la població era de 16.746 $. Entorn del 27,5% de les famílies i el 32,8% de la població estaven per davall del llindar de pobresa.

## Poblacions més properes
El següent diagrama mostra les poblacions més properes.